# Institut de santé Carlos III
L' Institut de santé Carlos III (en espagnol : Instituto de Salud Carlos III, ISCIII) est un institut espagnol de recherche en santé publique.
Légalement, il est constitué en tant qu'Organismo Público de Investigación, un type d'entité quasi-autonome en droit espagnol. Depuis 2011, il relève du ministère de l'Économie et de la Compétitivité. 
L'institut porte le nom de Charles III d'Espagne. Il a été fondé en 1986 pour promouvoir la recherche en biomédecine et en sciences de la santé et pour développer et fournir des orientations scientifiques et techniques pour le système national de santé espagnol et le bénéfice de la société en général. Il a deux campus dans la Communauté de Madrid. 